# NGC 2204
NGC 2204 je otvoreni skup u zviježđu Veliki pas. Najvjerojatnije ga je otkrila Caroline Herschel ili William Herschel 1783. godine.

## Vanjske poveznice
- NGC 2204 @ SEDS NGC  Arhivirana inačica izvorne stranice od 11. rujna 2007. (Wayback Machine)